# ماري جين تومبريدج
ماري جين تومبريدج ولدت في 12 يوليو 1964 تبلغ من (العمر 57 سنة) من برمودا [بحاجة لمصدر] ،هي لاعبة فروسية برمودية ، شاركت في الألعاب الأولمبية الصيفية لعام 1992 والألعاب الأولمبية الصيفية لعام 2000 [بحاجة لمصدر]، وكانت أول رياضية من برمودا تفوز بميدالية ذهبية في دورة الألعاب الأولمبية، وتعتبر أفضل فروسية في تاريخ برمودا.

## السيرة الذاتية
ولدت تومبريدج عام 1964 في برمودا وبدأت ركوب الخيل في سن السابعة. في سن الثامنة عشر ، انتقلت تومبريدج إلى الولايات المتحدة للمنافسة في المسابقات ، قبل أن تنتقل إلى إنجلترا في عام 1992.
في دورة ألعاب البلدان الأمريكية 1991،فازت تومبريدج بميدالية فضية ، وبعد ست سنوات ،فازت بذهبية في دورة ألعاب البلدان الأمريكية عام 1999.
وفي عام 1999 أيضًا ، تم تسميتها بلقب أنثى برمودا الرياضية  ،في الألعاب الأولمبية ، تنافست تومبريدج في الأحداث الفردية في دورة الألعاب الأولمبية الصيفية لعام 1992 ، وطبقت نفس الانضباط في الألعاب الأولمبية الصيفية لعام 2000، حيث حملت علم برمودا في أولمبياد ال 2000.
في دورة الألعاب الأولمبية الصيفية لعام 2000 ، امتطت تومبريدج الحصان الملقب ب "Bermuda Gold" ، وهو نفس الحصان الذي فازت بميداليتها الذهبية في ألعاب البلدان الأمريكية قبل عام، ومع ذلك خلال الأولمبياد ، كسرت الحصان ساقها الخلفية اليسرى ، وتم قتلها بما يعرف ب القتل الرحيم، وكانت هذه هي المرة الأولى منذ دورة الألعاب الأولمبية الصيفية لعام 1968 التي يتم فيها وضع حصان على الأرض.
بعد الألعاب الأولمبية ، أصبحت تومبريدج مدربة لركوب الخيل في إنجلترا

## حياتها
هي حاليا عازبة، لا تواعد أحدا. ليس لدينا الكثير من المعلومات حول علاقتها السابقة وأي خطوبة سابقة لها، لكن وفقًا لقاعدة البيانات الخاصة بنا ، ليس لديها أطفال.
نما صافي ثروتها بشكل ملحوظ في 2018-2019, وبلغ متوسط ثروتها في عام 2020 (مليون دولار - 5 ملايين دولار)،يأتي مصدر دخل ماري في الغالب من كونها واحدة من أهم الفراس الناجحين.